# Johanneskapelle (Bokel)

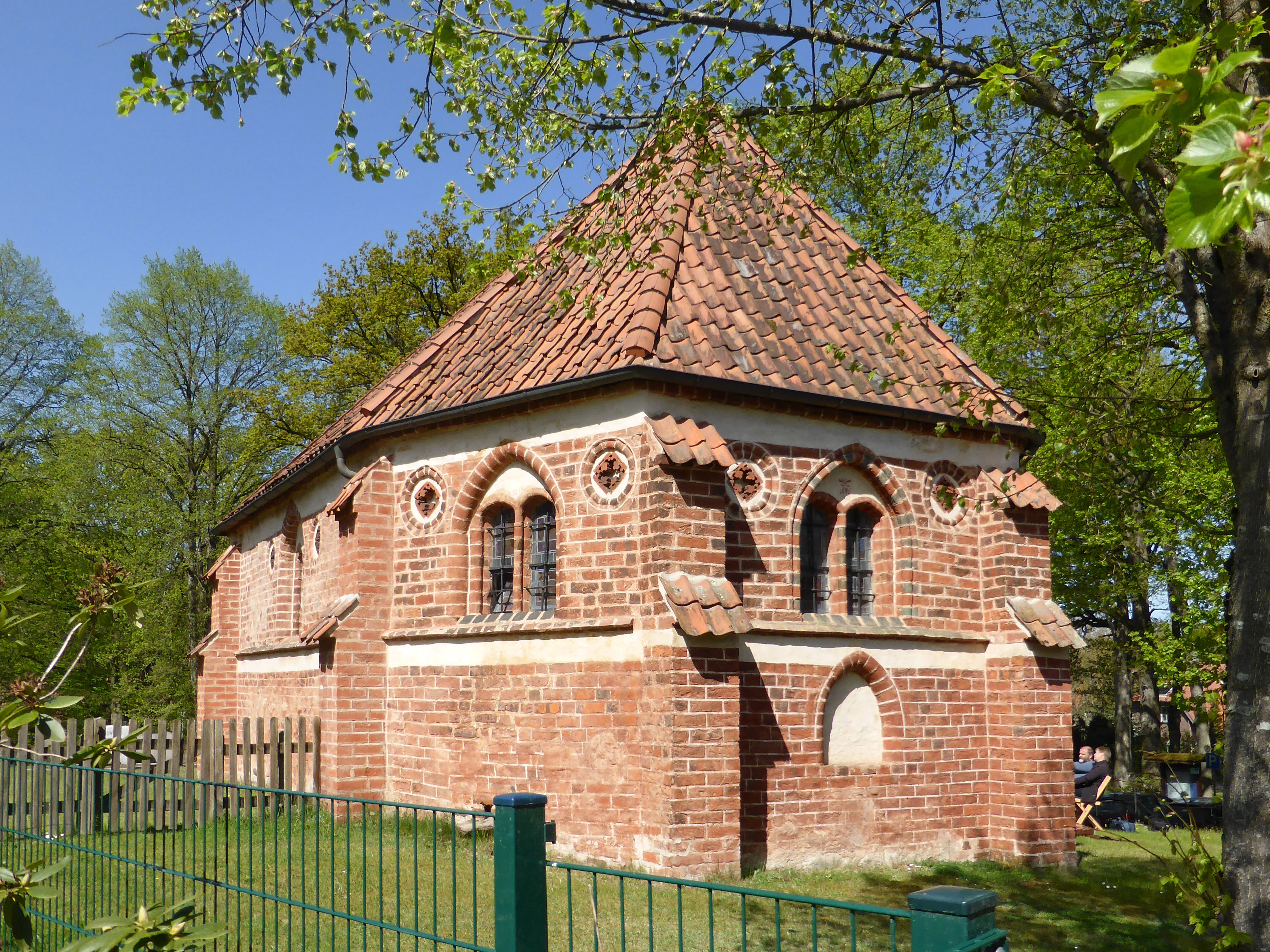
Johanneskapelle

Die evangelisch-lutherische denkmalgeschützte nach Johannes dem Täufer benannte Johanneskapelle steht am Kirchfriedhof von Bokel, einem Ortsteil der Gemeinde Sprakensehl im Landkreis Gifhorn in Niedersachsen. Die Kapelle gehört zur Kirchengemeinde St. Christopherus in Sprakensehl, die zum Kirchenkreis Wolfsburg-Wittingen im Sprengel Lüneburg der Evangelisch-lutherischen Landeskirche Hannovers gehört.

## Beschreibung
Die Kapelle gehörte ursprünglich zum Kloster Isenhagen. Sie wurde laut Inschrift 1471 vollendet. Einen Vorgängerbau hat es an gleicher Stelle nicht gegeben, wie die Bauforschung ergab. Die schlichte, gotische Saalkirche aus Backsteinen hat einen dreiseitigen Abschluss im Osten. Ihre Wände werden durch Strebepfeiler gestützt. Die Fenster sind als Biforien gestaltet, flankiert von Rosetten. Das Portal im Norden ist über einer Rosette spitzbogig gerahmt, darüber befinden sich vier Wandnischen. An die Westwand wurde 1948 ein Glockenstuhl angebaut. In diesem wurden die beiden Kirchenglocken untergebracht, die ältere wurde 1773 von  C. Behrens, die jüngere 1962 von Friedrich Wilhelm Schilling gegossen. Der Innenraum ist mit einer hölzernen Flachdecke überspannt. 1921 wurde eine Prieche eingebaut, die 1972 verkleinert wurde. 
An der nördlichen Seite, wo auch die Kanzel steht, befinden sich Bleiglasfenster, auf denen die Steinigung des heiligen Stephanus und die Trennung der Schafe durch Jakob dargestellt wird. Weitere Bleiglasfenster schuf Otto Brenneisen. Der spätgotischer geschnitzte Altar wurde 1863 an das Niedersächsische Landesmuseum Hannover abgegeben. An seiner Stelle schuf 1943 Rudolf Schäfer einen neuen Flügelaltar, in dessen Zentrum der thronende Jesus Christus, umgeben von Medaillons mit christlichen Symbolen, wie z. B. dem Weihnachtsstern, dargestellt wird. Auf den Flügeln die vier Evangelisten zu sehen. Nach dem Ersten Weltkrieg wurde ein Harmonium beschafft.